# Gorno-Badachszański Obwód Autonomiczny
Gorno-Badachszański Obwód Autonomiczny, Gorno-Badachszański OA (ros. Горно-Бадахшанская автономная область, tadż. Вилояти Мухтори Кӯҳистони Бадахшон) – obwód autonomiczny w Związku Radzieckim, istniejący w latach 1925–1992, wchodzący w skład kolejno: Uzbeckiej i Tadżyckiej Socjalistycznej Republiki Radzieckiej.
Gorno-Badachszański OA został utworzony 2 stycznia 1925 r. w ramach ówczesnej Tadżyckiej ASRR, która w 1929 r. została przemianowana na Tadżycką SRR. Tworzenie autonomicznych jednostek terytorialnych dla mniejszości narodowych było częścią polityki tzw. korienizacji, tj. przyznawania autonomii mniejszościom narodowym zamieszkującym obszary dawnego Imperium, poprzednio dyskryminowanym i rusyfikowanym przez carat. 
W 1992 r. obwód, jako część niepodległego Tadżykistanu otrzymał nazwę Górskobadachszański Okręg Autonomiczny
 Informacje n.t. położenia, gospodarki, historii, ludności itd. Gorno-Badachszańskiego Obwodu Autonomicznego znajdują się w: artykule poświęconym Górskobadachszańskiemu Wilajatowi Autonomicznemu, jak obecnie nazywa się jednostka polityczno-administracyjna, będąca prawną kontynuacją obwodu